# Anna Pohjanen
Anna Karin Severina Pohjanen (25 de janeiro de 1974) é uma ex-futebolista profissional sueca que atuava como meia.

## Carreira
Anna Pohjanen fez parte do elenco da Seleção Sueca de Futebol Feminino, nas Olimpíadas de 1996. 